# Danijel Stojanović
Danijel Stojanović (Našice, 18. kolovoza 1984.) bivši je hrvatski nogometaš koji je igra na poziciji lijevog beka i lijevog krila.
Nogometnu karijeru započeo je u mlađim uzrastima NK Đurđenovca. Kasnije nastupa i za mlađe uzraste NAŠK-a iz Našica i NK Cibalije.
Prve seniorske minute upisuje u Cibaliji, da bi već sljedeće godine igrao za Hrvatski dragovoljac. Pravu priliku dobiva prelaskom u bosanskohercegovački nogometni klub Posušje gdje se zadržava 3 sezone upisavši 55 nastupa uz 5 pogodaka. 2008. godine odlazi u HŠK Zrinjski Mostar gdje već u prvoj sezoni osvaja titulu prvaka BiH. U toj sezoni bilježi 29 nastupa u kojima je postigao 6 pogodaka. Zbog ozljede u drugoj sezoni odigrava samo 17 utakmica pa u ljeto 2010. godine potpisuje za portugalskog prvoligaša Nacionala. U dvije sezone upisuje samo 19 nastupa. U ljeto 2012. godine prelazi u splitski Hajduk. Za Hajduk debitira 5. kolovoza u utakmici protiv Zadra, a prvijenac u bijelom dresu postiže u kup utakmici 10. travnja protiv Slaven Belupa. U siječnju 2017. je Stojanović potpisao za sarajevski Željezničar. Nakon kratke avanture u FK Sarajevu, Stojanović potpisuje ugovor s gradskim rivalom Olimpikom kao slobodan igrač. "Mogu reći da sam proveo pola godine u Sarajevu i grad mi se svidio. Prve impresiju su dobre i mogu reći sve najbolje o ljudima koji rade u Olimpiku, a igrači koji su igrali tu su mi potvrdili da se prije svega gleda ljudskot i poštenje. Prije svega, privukle su me ambicije Olimpika koji se želi brzo vratiti u Premijer ligu i nadam se da će to ostvariti što prije", rekao je Stojanović tijekom svog dolaska u Olimpik.